# عاصم علام
عاصم علام (انگلیسی: Assem Allam; ۱ اوت ۱۹۳۹ –) اهالی کسب‌وکار اهل مصر بود. او مالک یک شرکت تولیدکننده مولد الکتریکی است.